# Ramon de Trobat i Vinyes
Ramon de Trobat i Vinyes (Barcelona?, ca 1626 - Perpinyà, 9 d'abril del 1698) va ser una figura clau en el procés d'incorporació de les comarques nord-catalanes al regne de França. Assessorà el cardenal Mazzarino en la negociació del tractat dels Pirineus (1659) i, posteriorment, ocupà alguns dels càrrecs de més rellevància al Rosselló. La valoració de la gran activitat que mantingué ha estat controvertida entre els historiadors, però la bibliografia moderna que ha analitzat la carrera, i les motivacions i obsessions que pogueren moure en Ramon de Trobat, n'ha dibuixat un quadre complex: 
| «                  | Per a Jané a Trobat no li escau, però, ni l'aplicació del concepte convencional de traïdor d'Ayats ni la de profrancès i, per tant, gens catalanista d'Albareda, per tal com la personalitat de Trobat només s'explica des d'un projecte de Catalunya dins l'òrbita francesa no contrari a les llibertats catalanes. | » |
| — Eva Serra i Puig | |   |

## Biografia
Descendent d'una família de mercaders per via paterna, i d'una de juristes per la materna, fou fill de Francesc de Trobat i Tria, un escrivà del racional, i sembla que es doctorà en dret a Barcelona. Participà a favor del partit francès durant la guerra dels Segadors (1640-1652) i, potser per aquest fet, fou exclòs del perdó general de Felip IV d'Espanya, cosa que a partir del 1652 podria haver estat un dels factors que el situaren en una posició absolutament pro-francesa. Durant les negociacions prèvies al tractat dels Pirineus (1659), el "doctor Trobat" fou l'assessor sobre temes catalans del cardenal Mazzarino, com aquest mateix indicà en una carta a l'influent ministre Le Tellier. S'ha destacat que Trobat feu veure a Mazzarino la possibilitat d'afegir el Conflent (fins aquell moment terreny ignorat a les converses) a les terres a reivindicar, atès que queia al nord de la línia de crestes pirinenques. En constituir-se el Consell Sobirà del Rosselló el 7 de juny del 1660, Trobat en fou nomenat per un dels sis càrrecs de conseller i, coneixedor del Dret català, poc després de constituir-se el Consell en va ser nomenat advocat general (segon advocat general, per darrere del rossellonès Francesc Martí i Viladamor, el 1660, i posteriorment advocat general únic, fins al 1680). Del Consell també en va ser nomenat president à mortier (magistrat principal) el 24 de novembre del 1680, i president el 18 d'abril del 1691. Ja n'havia estat el primer membre a fer-hi un discurs en francès, el 1676.
Rebé el nomenament d'intendent de la Generalitat de Perpinyà el 1681, i romangué en el càrrec fins a la mort el 1698. En aquesta capacitat, envià als seus superiors informes molt detallats sobre la província del Rosselló. Cal destacar que el nomenament per a intendent general d'un nadiu de la pròpia regió francesa que havia d'administrar, va ser un cas altament excepcional i possiblement únic.
Participà secundàriament en la repressió dels Angelets de la Terra, investigant (1667-1670) els revoltats antifrancesos i cercant informació per inculpar els dirigents de la revolta i els ciutadans que els haguessin ajudat. El 1674 intervingué en les condemnes dels implicats en la conspiració de Vilafranca de Conflent. A les campanyes de l'Empordà i de la Cerdanya acompanyà l'exercí francès i l'ajudà, tant fent funcions de guia, com d'intermediari per aconseguir recursos de subsistència sobre el terreny. Mercès a una potent xarxa d'informadors i col·laboradors al Principat, aprofità diversos alçaments populars d'àmbit local (1689-1690, revolta dels Barretines o dels Gorretes) contra les tropes castellanes que s'hi hostatjaven, per atiar el foc del descontentament anti-castellà entre els vilatans catalans. Per mitjà d'emissaris proporcionà recursos als revoltats i feu promeses de suport francès. En paral·lel, i gràcies a les excel·lents relacions que Trobat tenia amb la cort i el govern francesos, s'escrivia amb el ministre Louvois exagerant el descontentament popular sud-català contra les tropes espanyoles, i demanant-li una actitud més agressiva. Envià memorials a les autoritats reials defensant la necessitat i els avantatges de conquerir militarment tot el Principat i annexar-lo al regne de França, fins i tot indicant estratègies i línies de penetració en un document del 1691. Durant la breu ocupació de Barcelona per les tropes franceses (1697-1698), Trobat fou conseller quart del govern d'aquesta ciutat i n'exercí el càrrec activament (per exemple, dictant la prohibició als barcelonins d'utilitzar armes de foc a la població).
Suggerí i impulsà el lloc de Montlluís com l'indret millor per alçar una fortalesa que protegís el pas de la Cerdanya al Conflent, fortificació que s'acabà fent amb disseny del gran Vauban, a qui Trobat tractà. Per la qualitat dels seus informes sobre les construccions militars al Rosselló, el ministre de la Guerra Louvois, per recomanació de l'intendent Germain Camus de Beaulieu, l'encarregà de supervisar el cost i la intendència dels treballs de fortificació de la província, principalment els de la ciutadella de Montlluís i les muralles de Perpinyà i de Cotlliure. Trobat exercí aquesta tasca amb minuciositat, però també amb astúcia política, i anà sovint a París a retre personalment comptes de les obres, a banda de mantenir una freqüent correspondència amb Louvois. A Perpinyà, proposà, i aconseguí que es fes el 1685, l'arranjament del llit de La Bassa per fer desembocar aquest riu directament a la Tet. Ramon Trobat també tractà de la subordinació de l'estament eclesiàstic nord-català a les autoritats franceses, i per mitjà d'un memorial adreçat al rei, i de la resposta d'aquest, es declarà la subjecció del bisbat d'Elna a l'arquebisbat de Narbona (en comptes del de Tarragona), i l'autoritat del Consell Sobirà del Rosselló en relació amb els judicis eclesiàstics. S'ha dit que Trobat alterà les llistes de candidats al càrrec de cònsol de Perpinyà, a fi de treure'n desafectes i incorporar-hi francesos col·laboracionistes.
En el camp més personal i familiar, Trobat s'emparentà per matrimoni amb el llinatge dels Codolosa, de Vic però de la unió només en nasqué una filla, morta als quatre anys. Provinent d'una família no especialment acabalada, feu moviments vora el poder reial per beneficiar-se de gratificacions i confiscacions, i fer-se un patrimoni al Rosselló (terres al Vernet, la senyoria de Ceret i cases a Millars, 1667-71). Maniobrà per aconseguir diversos càrrecs i beneficis per al seu germà Josep de Trobat, confrontant la via tridentina (la reforma del poder eclesiàstic que atorgava més autoritat al Sant Pare) amb el concordat de Bolonya (l'acord del 1516 que garantia un important grau d'autonomia a la monarquia francesa per regular l'església local al regne). També usà influències i recursos en favor d'un altre parent, el nebot polític Faust Anglada i Codolosa, membre de família noble i que nomenà hereu seu.
Gran part dels papers personals d'en Ramon Trobat es conserven a l'Arxiu Departamental dels Pirineus Orientals.